# Sunsweet Growers
La Sunsweet Growers è un'azienda statunitense del settore alimentare, formata da una cooperativa di agricoltori californiani che nel 1917 decise di associarsi per la produzione di prugne ed albicocche. Da allora è diventata la più importante azienda produttrice di prugne secche a livello mondiale. Nel 2004 ha cominciato a produrre prugne anche in Cile.
Sunsweet produce diversi tipi di frutta secca e succhi di frutta, pur essendo conosciuta soprattutto per le prugne secche. L'azienda produce e distribuisce prugne, mirtilli rossi, albicocche, nettarine, ananas, mango e datteri. Tra le produzioni recenti di Sunsweet vanno ricordate le "Ones" (prugne giganti confezionate individualmente), l'uva passita "Jumbo" (dai grappoli rossi giganti del Cile), le prugne coperte di cioccolato, il succo di prugne, le specialità al mango, mirtilli blu, ciliegie, e miscele di bacche.